# Gui (tige céleste)
Pour les articles homonymes, voir Gui.
Gui ou kouei (癸, guǐ) est la dixième et dernière tige céleste du cycle sexagésimal chinois.
Elle correspond dans la théorie du yin et yang au yin et dans la théorie des cinq éléments à l’élément eau. Elle est également associée au point cardinal nord. Dans la théorie du cycle sexagésimal représentant la croissance des plantes, le gui représente la graine enterrée dans la terre et arrosée.
En chinois et en japonais, gui réfère souvent au dixième élément d'une série : la lettre J, l'idée de 10e catégorie... En chimie organique, il représente le groupe décyle : Décane (癸烷 guǐwán), acide décanoïque (癸酸 guǐsuān), décanol (癸醇 guǐchún), etc.
Les années en xin sont celles du calendrier grégorien finissant par 3 : 1983, 1993, 2003, 2013, etc.
Dans le cycle sexagésimal chinois, la tige céleste gui peut s'associer avec les branches terrestres you, wei, si, mao, chou et hai pour former les combinaisons :
- Guiyou (癸酉) = 10
- Guiwei (癸未) = 20
- Guisi (癸巳) = 30
- Guimao (癸卯) = 40
- Guichou (癸丑) = 50
- Guihai (癸亥) = 60